# Bürgerbegehren und Bürgerentscheid in Bayern
Bürgerbegehren und Bürgerentscheid sind in Bayern Instrumente direkter Demokratie auf kommunaler Ebene. Damit können Angelegenheiten des eigenen Wirkungskreises einer Gemeinde oder eines Landkreises von den Gemeinde- bzw. Kreisbürgern selbst beschlossen werden.
Weitere direkt-demokratische Instrumente auf kommunaler Ebene in Bayern sind der Bürgerantrag sowie die Bürgerversammlung. Diese führen aber im Gegensatz zu Bürgerbegehren und Bürgerentscheid nicht zwingend zu einer Entscheidung in der Sachfrage.
Auf Landesebene gibt es das Volksbegehren und den Volksentscheid in Bayern.

## Gesetzliche Grundlagen
Anders als die Volksgesetzgebung durch Volksbegehren und Volksentscheid auf Landesebene waren kommunale Bürgerbegehren und Bürgerentscheide in der Bayerischen Verfassung (BV) zunächst nicht vorgesehen. Diese Verfahren wurden erst 1995 selbst im Wege der direkten Demokratie eingeführt. Dazu war das Volksbegehren „Mehr Demokratie in Bayern: Bürgerentscheide in Gemeinden und Kreisen“ auch im Volksentscheid erfolgreich, durch welches diese Instrumente in die Bayerische Verfassung sowie in die bayerische Gemeindeordnung (GO) und Landkreisordnung (LKrO) eingeführt wurden. Die Gesetzesänderungen traten am 1. November 1995 in Kraft.
Gemäß Art. 7 BV übt der Staatsbürger nun in Bayern seine Rechte durch Teilnahme an Wahlen, Bürgerbegehren und Bürgerentscheiden sowie Volksbegehren und Volksentscheiden aus. Art. 12 (3) BV lautet „Die Staatsbürger haben das Recht, Angelegenheiten des eigenen Wirkungskreises der Gemeinden und Landkreise durch Bürgerbegehren und Bürgerentscheid zu regeln. Das Nähere regelt ein Gesetz.“
Die näheren Regelungen sind für Gemeinden in Art. 18a GO und für Landkreise in Art. 12a LKrO bestimmt.

## Verfahren
Das Verfahren in Gemeinden und Landkreisen ist weitgehend identisch. Im Folgenden sind daher die Bezeichnungen auf Landkreisebene in Klammern angegeben.

### Bürgerbegehren
Mit einem Bürgerbegehren können die Gemeindebürger (Kreisbürger) einen Bürgerentscheid über Angelegenheiten des eigenen Wirkungskreises der Gemeinde (des Landkreises) beantragen. Gegenstand ist dabei eine mit Ja oder Nein zu beantwortende Fragestellung.

#### Themenausschluss
Ausgeschlossen sind Bürgerentscheide zu folgenden Themen:
- zu Angelegenheiten, die kraft Gesetz dem ersten Bürgermeister (Landrat) obliegen
- zu Fragen der inneren Organisation der Gemeindeverwaltung (Kreisverwaltung)
- zu den Rechtsverhältnissen der Gemeinderatsmitglieder (Kreisräte), der Bürgermeister (des Landrats) und der Gemeindebediensteten (Kreisbediensteten)
- zur Haushaltssatzung

#### Unterschriftensammlung
Die Unterstützungsunterschriften für ein Bürgerbegehren können frei gesammelt werden. Die Zahl der notwendigen Unterschriften ist abhängig von der Anzahl der Wahlberechtigten der Gemeinde (des Landkreises) und dem entsprechenden Quorum. Die Berechnung der erforderlichen Unterschriften erfolgt nach der Formel: Wahlberechtigte mal Prozentzahl des Quorums = nötige Unterschriftenanzahl. Die Unterzeichner müssen über 18 Jahre alt und seit mindestens zwei Monaten (BE-Satzung wurde am 24. April 2014 angepasst) Gemeindebürger (Kreisbürger) sein. Für Bürgerbegehren in Landkreisen müssen die Unterschriften getrennt nach Gemeinden gesammelt werden.
| Bürgerbegehren in Gemeinden | Bürgerbegehren in Gemeinden                                           |
| Einwohner der Gemeinde      | Notwendige Mindestanzahl von Unterzeichnern (in % der Gemeindebürger) |
| --------------------------- | --------------------------------------------------------------------- |
| bis 10.000                  | 10 %                                                                  |
| 10.001 – 20.000             | 9 %                                                                   |
| 20.001 – 30.000             | 8 %                                                                   |
| 30.001 – 50.000             | 7 %                                                                   |
| 50.001 – 100.000            | 6 %                                                                   |
| 100.001 – 500.000           | 5 %                                                                   |
| ab 500.001                  | 3 %                                                                   |

| Bürgerbegehren in Landkreisen | Bürgerbegehren in Landkreisen                                                                       |
| Einwohner des Landkreises     | Notwendige Mindestanzahl von Unterzeichnern (in % der Kreisbürger)                                  |
| ----------------------------- | --------------------------------------------------------------------------------------------------- |
| bis 100.000                   | 6 %                                                                                                 |
| ab 100.001                    | 5 %                                                                                                 |
|                               | oder: 25 % der Bürger einer kreisangehörigen Gemeinde, falls diese Gemeinde besonders betroffen ist |

Ein Bürgerentscheid in einem Landkreis kann auch von den Bürgern einer einzelnen Gemeinde beantragt werden, falls die Gemeinde besonders von der Maßnahme des Landkreises betroffen ist. Dazu müssen 25 % der Bürger dieser Gemeinde das Bürgerbegehren unterstützen.

#### Einreichung des Bürgerbegehrens
Das von den Unterstützern unterschriebene Bürgerbegehren muss bei der Gemeinde (dem Landkreis) eingereicht werden. Neben der Fragestellung muss es eine Begründung umfassen sowie bis zu drei Personen (und evtl. weitere Stellvertreter) benennen, welche berechtigt sind, die Unterzeichner zu vertreten.
Innerhalb von einem Monat nach der Einreichung muss der Gemeinderat (Kreistag) über die Zulässigkeit des Begehrens entscheiden. Verneint das Kommunalgremium die Zulässigkeit, können die Vertreter des Bürgerbegehrens dagegen Klage erheben.
Wurde die Zulässigkeit eines Bürgerbegehrens festgestellt, dürfen die Kommunalorgane bis zum Bürgerentscheid keine gegensätzlichen Entscheidungen mehr treffen und keine gegensätzliche Maßnahmen ergreifen (außer es bestünde eine rechtliche Verpflichtung dazu).

### Bürgerentscheid

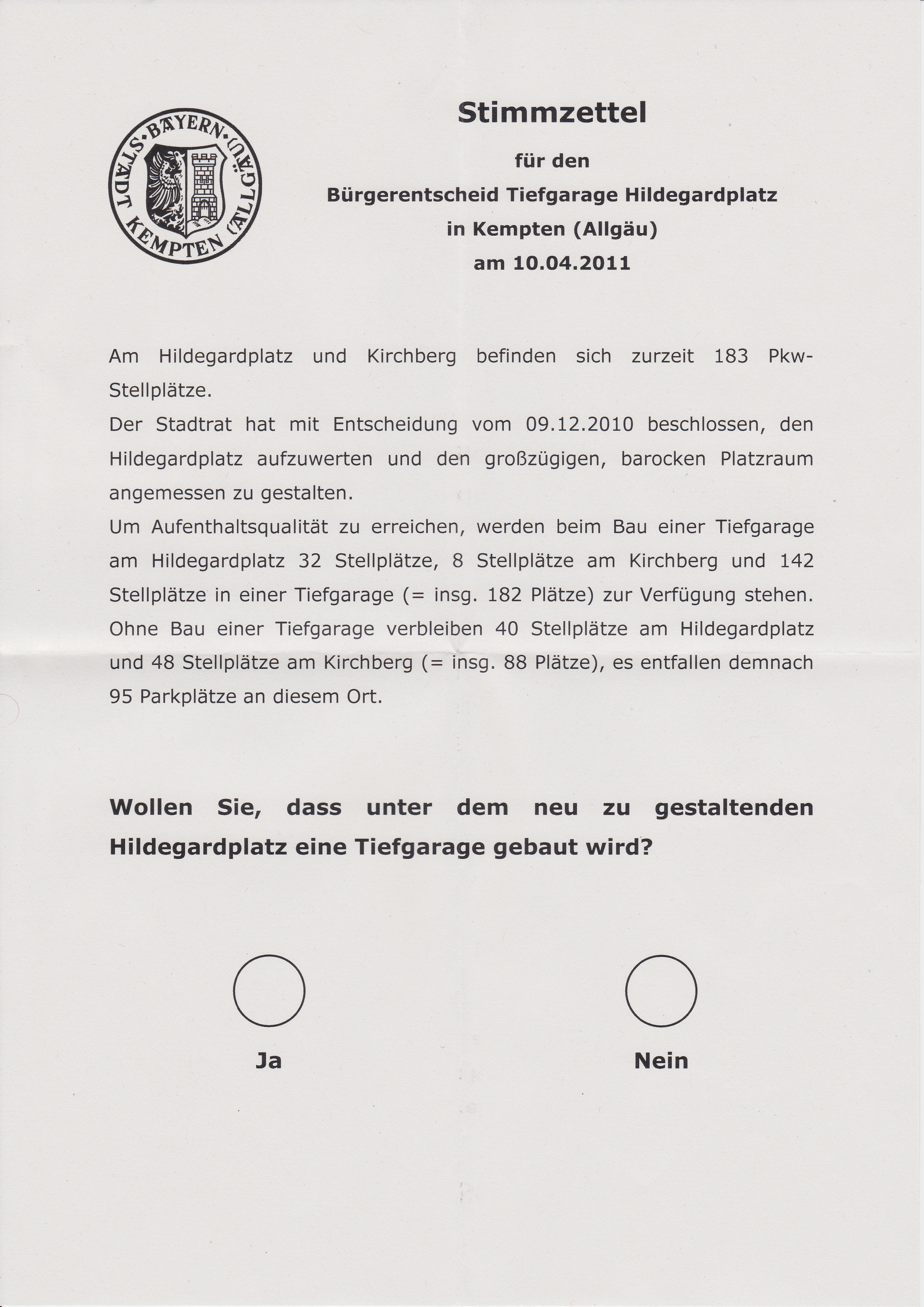
Stimmzettel für einen Bürgerentscheid (s. Hildegardplatz) in Kempten am 10. April 2011.

Ist ein Bürgerbegehren zulässig, findet über die Fragestellung ein Bürgerentscheid statt, es sei denn, der Gemeinderat (Kreistag) beschließt die im Bürgerbegehren beantragte Maßnahme selbst. Der Gemeinderat (Kreistag) ist aber nicht verpflichtet, die Sachfrage des Begehrens zu behandeln. Der Bürgerentscheid muss spätestens nach drei Monaten, mit Zustimmung der Vertreter des Bürgerbegehrens spätestens nach sechs Monaten, stattfinden. Die Abstimmung findet immer an einem Sonntag statt. Jeder Gemeindebürger ist stimmberechtigt.

#### Ratsbegehren
Der Gemeinderat (Kreistag) kann auch selbst beschließen, dass über eine Angelegenheit ein Bürgerentscheid stattfinden soll (sogenanntes Ratsbegehren oder Ratsreferendum). In diesem Weg kann der Gemeinderat (Kreistag) auch einen Alternativvorschlag zu einem Bürgerbegehren den Bürgern zur Entscheidung vorlegen.

#### Ergebnis und Quorum
Die gestellte Frage des Bürgerentscheides ist entsprechend der Mehrheit der abgegebenen Stimmen entschieden, falls diese Mehrheit das notwendige Zustimmungsquorum erfüllt. Die für das Quorum notwendige Stimmenanzahl ist wiederum abhängig von der Einwohnerzahl der Gemeinde (des Landkreises):
| Bürgerentscheid in Gemeinden | Bürgerentscheid in Gemeinden                                                         |
| Einwohner der Gemeinde       | Notwendige Mindeststimmenzahl der Abstimmungsmehrheit (in % aller Stimmberechtigten) |
| ---------------------------- | ------------------------------------------------------------------------------------ |
| bis 50.000                   | 20 %                                                                                 |
| 50.001 – 100.000             | 15 %                                                                                 |
| ab 100.001                   | 10 %                                                                                 |

| Bürgerentscheid in Landkreisen | Bürgerentscheid in Landkreisen                                                       |
| Einwohner des Landkreises      | Notwendige Mindeststimmenzahl der Abstimmungsmehrheit (in % aller Stimmberechtigten) |
| ------------------------------ | ------------------------------------------------------------------------------------ |
| bis 100.000                    | 15 %                                                                                 |
| ab 100.001                     | 10 %                                                                                 |

Bei Stimmengleichheit gilt die Frage als mit „Nein“ beantwortet.
Falls an einem Tag mehrere Bürgerentscheide stattfinden, welche sich entgegenstehen, muss vom Gemeinderat (Kreistag) eine Stichfrage festgelegt werden. Sollten mehrere Bürgerentscheide so entschieden werden, dass sie nicht miteinander vereinbar sind, entscheidet die Mehrheit in der Stichfrage. Bei Stimmengleichheit in der Stichfrage ist der Bürgerentscheid angenommen, welcher mit der höheren Stimmenzahl entschieden wurde.

#### Wirkung und Bindung eines Bürgerentscheids
Ein Bürgerentscheid wirkt wie ein Beschluss des Gemeinderats (Kreistags). Er kann innerhalb eines Jahres nur durch einen neuen Bürgerentscheid geändert werden, es sei denn, die entsprechende Sach- oder Rechtslage hat sich grundlegend verändert. Diese Bindungsfrist gilt auch dann, wenn ein Bürgerbegehren vom Gemeinderat (Kreistag) übernommen wurde. Auch dann kann der Beschluss nur durch einen Bürgerentscheid geändert werden.

### Bürgerbegehren und Bürgerentscheid in einem Stadtbezirk
Außerdem ist ein Bürgerbegehren und Bürgerentscheid auch in einem Stadtbezirk möglich, in dem ein Bezirksausschuss gebildet ist. Ein Bürgerentscheid in einem Stadtbezirk muss eine Angelegenheit behandeln, deren Entscheidung dem Bezirksausschuss übertragen ist. Stimmberechtigt ist jeder Gemeindebürger mit Wohnsitz in dem Stadtbezirk. Das Bürgerbegehren wird beim Bezirksausschuss eingereicht und von diesem an den Stadtrat weitergeleitet. Im Übrigen entspricht das Verfahren dem für Bürgerbegehren und Bürgerentscheiden in Gemeinden.

## Bisherige Bürgerbegehren und Bürgerentscheide

### Statistik
Eine amtliche Statistik zu Bürgerbegehren und Bürgerentscheiden wird in Bayern nicht geführt. Der Verein Mehr Demokratie, Initiator des Volksbegehrens zur Einführung des kommunalen Bürgerentscheids, erfasst aber regelmäßig Daten dazu. In seinem 15-Jahres-Bericht hat der Verein die Bürgerbegehren und Bürgerentscheide seit der Einführung am 1. November 1995 bis zum 31. August 2010 untersucht.
- Insgesamt wurden 1.772 Verfahren in Gemeinden erfasst. Davon waren
  - 1.694 Bürgerbegehren, darunter
    - 157, welche nicht eingereicht wurden,
    - 62, welche zurückgezogen wurden
    - 274, welche unzulässig waren
    - 242, welche vom Gemeinderat übernommen wurden.

  - 78 eigenständige Ratsbegehren (Gegenvorschläge zu einem Bürgerbegehren nicht berücksichtigt)
- Es fanden 977 Bürgerentscheide statt, wovon
  - 484 im Sinne der Initiatoren (bzw. des Gemeinderats bei Ratsbegehren) entschieden wurden,
  - 54 zwar eine Mehrheit erhielten, aber am Zustimmungsquorum scheiterten,
  - 439 abgelehnt wurden.

Auf Landkreisebene fanden im gleichen Zeitraum 46 Verfahren statt, darunter drei eigenständige Ratsbegehren. In 19 Fällen fand dabei auch ein Bürgerentscheid statt.
Hochgerechnet findet somit etwa alle 18 Jahre ein Bürgerbegehren pro Gemeinde, bzw. alle 25 Jahre pro Landkreis statt.

### Wichtige Bürgerentscheide
Folgende Bürgerentscheide fanden auch überregionale Beachtung:

#### Garmisch-Partenkirchen
- 8. Mai 2011: In zwei Bürgerentscheiden sprach sich die Mehrheit in Garmisch-Partenkirchen für die weitere Unterstützung der Bewerbung Münchens um die Olympischen Winterspiele 2018 aus. Der Bürgerentscheid „JA zu Olympia“ wurde mehrheitlich angenommen (58,07 % Ja-Stimmen), der Bürgerentscheid „Nein zu Olympischen Winterspielen in Garmisch-Partenkirchen“ mehrheitlich abgelehnt (50,59 % Nein-Stimmen). Die Wahlbeteiligung lag bei 59,64 %.[2]

#### München
- 23. Juni 1996: Bürgerentscheid in München über eine weitere Untertunnelung von Teilen des Mittleren Rings. Sowohl für das Bürgerbegehren Drei Tunnel braucht der Ring als auch für den gegensätzliche Alternativvorschlag Das bessere Bürgerbegehren wurde mehrheitlich mit „Ja“ gestimmt. In der Stichfrage sprach sich eine kleine Mehrheit (50,7 % / Wahlbeteiligung 32,2 %) für den Bau von Petueltunnel, Richard-Strauss-Tunnel und den Tunnel unter dem Luise-Kiesselbach-Platz aus.[3] Es war der erste Bürgerentscheid in der Landeshauptstadt.
- 21. Oktober 2001: Im Bürgerentscheid wird der Neubau eines Fußballstadions im Stadtteil Fröttmaning beschlossen (heutige Allianz Arena). 65,6 % stimmen dafür (Wahlbeteiligung 37,5 %).[4]
- 21. November 2004: Im Bürgerentscheid erhält das Bürgerbegehren Initiative-Unser-München eine knappe Mehrheit (50,8 % Ja-Stimmen / Wahlbeteiligung 21,9 %). Damit darf künftig im gesamten Stadtgebiet kein Gebäude höher als 100 Meter (Höhe der Frauenkirche) mehr errichtet werden.[5]
- 17. Juni 2012: Im Bürgerentscheid wird der Bau einer dritten Start- und Landebahn am Flughafen München abgelehnt: Zu entscheiden war, ob die Stadt München in den Gremien der Betreibergesellschaft dem Neubau einer dritten Start- und Landebahn zustimmen soll oder nicht. Das Bürgerbegehren des Stadtrats für den Bau wurde mit 53,2 % Nein-Stimmen mehrheitlich abgelehnt, das Bürgerbegehren gegen den Bau wurde mit 55,7 % Ja-Stimmen angenommen (Abstimmungsbeteiligung 32,7 %).[6]
- 5. November 2017: Im Bürgerentscheid Raus aus der Steinkohle wurde über eine vorzeitige Stilllegung des Blocks 2 im Heizkraftwerk Nord bis Ende 2022 abgestimmt. 60,4 % stimmten für die vorzeitige Stilllegung (Abstimmungsbeteiligung 17,8 %).[7]

#### München, Garmisch-Partenkirchen, Landkreis Traunstein, Landkreis Berchtesgadener Land

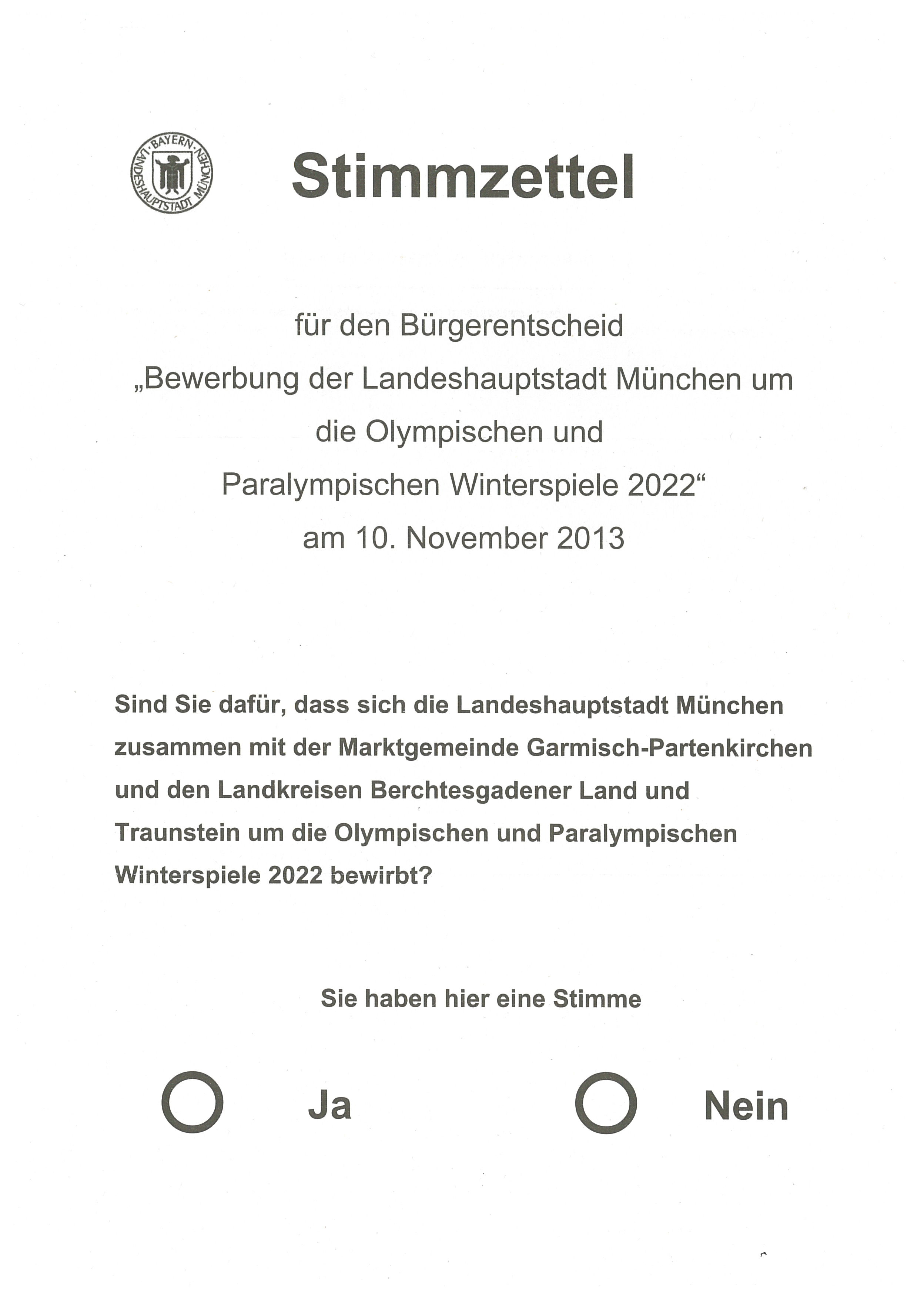
Stimmzettel zum Bürgerentscheid am 10. November 2013 in München

Am 10. November 2013 wurde in den als Sportstätten vorgesehenen Gemeinden München, Garmisch-Partenkirchen, Landkreis Traunstein und, Landkreis Berchtesgadener Land in einem Bürgerentscheid das Interesse der Bevölkerung an einer Bewerbung um die Olympischen Winterspiele 2022 abgefragt.
| Gemeinde/Landkreis             | Gegenstimmen in % | Beteiligung in % |
| ------------------------------ | ----------------- | ---------------- |
| München                        | 52,10             | 28,9             |
| Garmisch-Partenkirchen         | 51,56             | 55,80            |
| Landkreis Traunstein           | 59,67             | 39,98            |
| Landkreis Berchtesgadener Land | 54,10             | 38,25            |

Als Voraussetzung für einen positiven Entscheid wurde eine Annahme des Bürgerentscheides in allen vier Kommunen vorausgesetzt. Durch das Wahlergebnis mit mehr als 50 % Gegenstimmen in allen Gemeinden galt der Bürgerentscheid mit 0:4 als abgelehnt.